# Nomarchía Anatolikís Attikís
Nomarchía Anatolikís Attikís är en regiondel, fram till 2010 prefekturen Nomarchía Anatolikís Attikís, i Grekland.   Den ligger i regionen Attika, i den sydöstra delen av landet, 11 km nordost om huvudstaden Aten.
Regiondelen är indelad i 13 kommuner. Den tidigare prefekturen var indelad i 44 kommuner.

- Dimos Acharnes
- Dimos Dionysos
- Dimos Kropia
- Dimos Lavreotiki
- Dimos Marathon
- Dimos Markopoulo Mesogaias
- Dimos Oropos
- Dimos Paiania
- Dimos Pallini
- Dimos Rafina-Pikermi
- Dimos Saronikos
- Dimos Spata-Artemida
- Dimos Vari-Voula-Vouliagmeni